# Lycodes paamiuti
Lycodes paamiuti es una especie de pez de la familia de los Zoarcidae en el orden de los perciformes.

## Morfología
- Los machos pueden llegar a alcanzar los 24 cm de longitud total y las hembras 22.2.
- Número de vértebras: 93-107.[1]

## Hábitat
Es un pez de mar y de aguas profundas que vive entre 350- 1337 m de profundidad.

## Distribución geográfica
Se encuentra en el Atlántico norte: el Canadá.

## Costumbres
Es de costumbres bentónicos.

## Observaciones
Es inofensivo para los humanos. 